# Verfeil (Tarn-et-Garonne)
Verfeil (auch: Verfeil-sur-Seye; okzitanisch: Verfuèlh oder Vurdfuèlh) ist eine französische Gemeinde mit 406 Einwohnern (Stand: 1. Januar 2022) im Département Tarn-et-Garonne in der Region Okzitanien (vor 2016: Midi-Pyrénées). Verfeil gehört zum Arrondissement Montauban und zum Kanton Quercy-Rouergue (bis 2015: Kanton Saint-Antonin-Noble-Val). Die Einwohner werden Verfeillais genannt.

## Geographie
Verfeil liegt etwa 39 Kilometer nordöstlich vom Stadtzentrum von Montauban am Flüsschen Seye, im Osten verläuft die Baye. Umgeben wird Verfeil von den Nachbargemeinden Ginals im Norden, Najac im Osten und Nordosten, Varen im Süden, Féneyrols im Südwesten sowie Espinas im Westen.

## Bevölkerung
| Jahr      | 1962 | 1968 | 1975 | 1982 | 1990 | 1999 | 2006 | 2013 |
| --------- | ---- | ---- | ---- | ---- | ---- | ---- | ---- | ---- |
| Einwohner | 524  | 519  | 451  | 425  | 360  | 320  | 324  | 327  |

## Sehenswürdigkeiten
- Kirche Saint-Pierre-ès-Liens aus dem 17. Jahrhundert
- Markthalle, 1887 errichtet

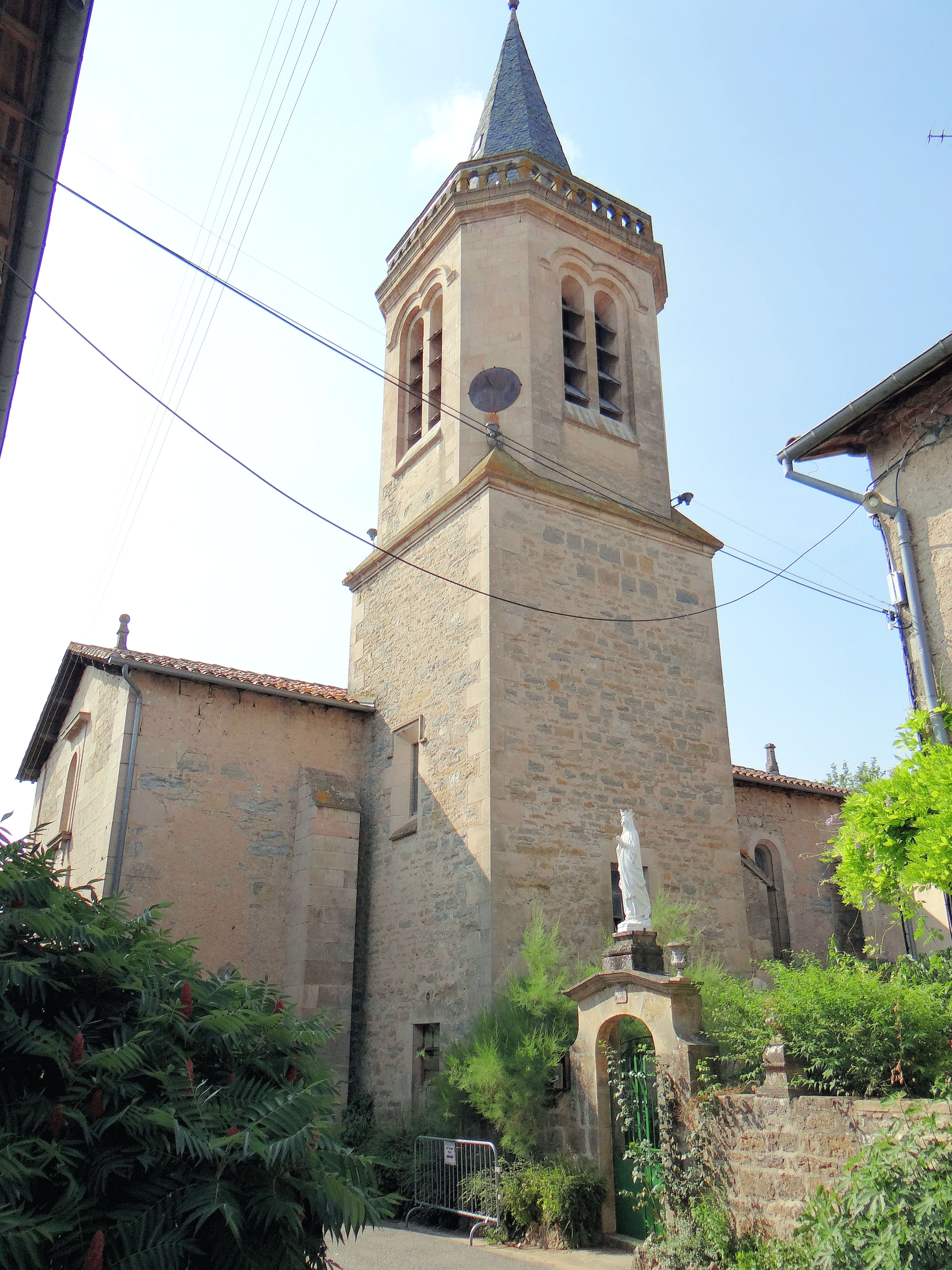
Kirche Saint-Pierre-ès-Liens
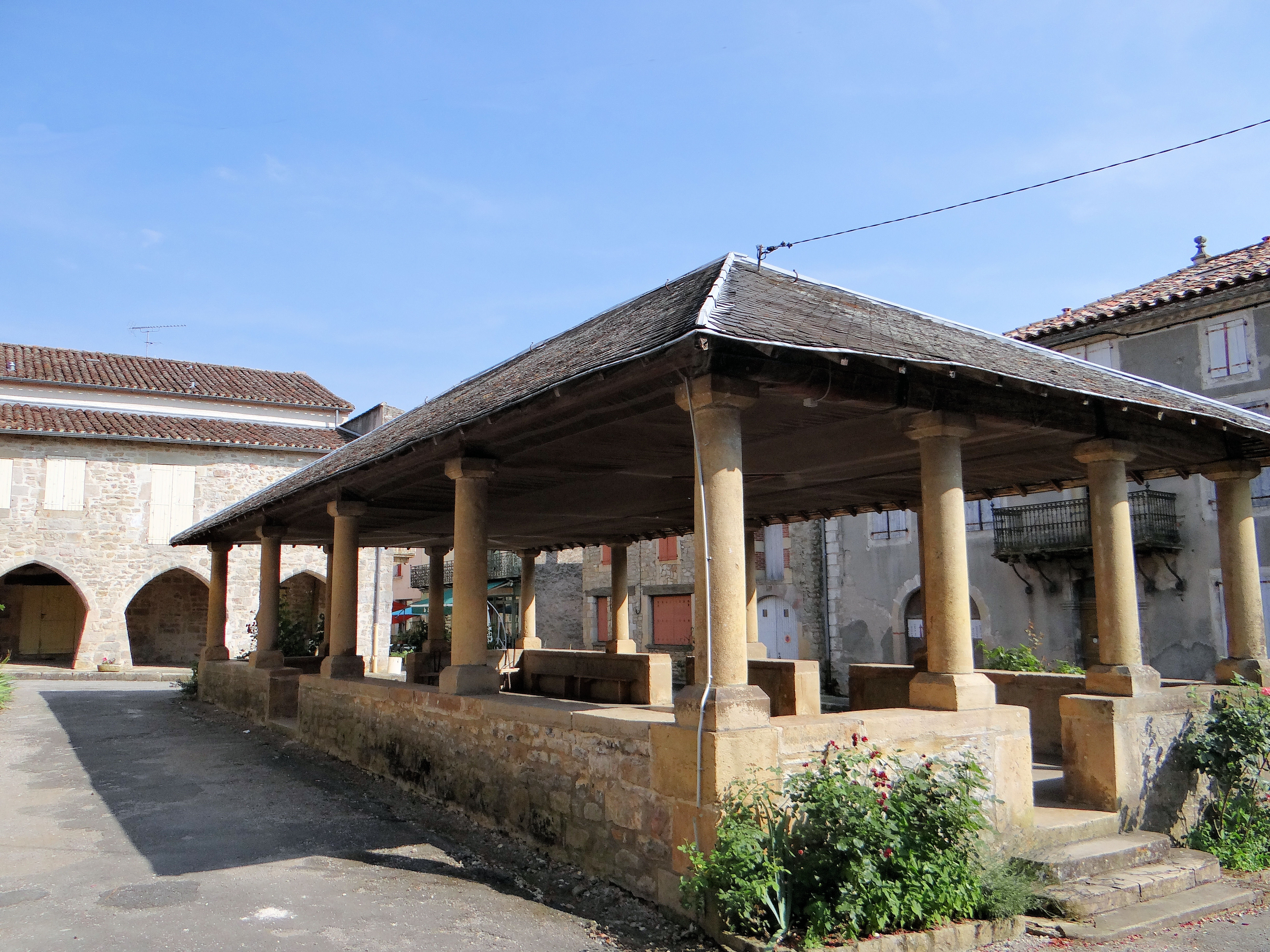
Markthalle

## Persönlichkeiten
- Paul Durand (1930–2019), Schriftsteller